# SpaceX Crew-7
SpaceX Crew-7 foi o sétimo voo operacional do Programa de Tripulações Comerciais e o décimo terceiro voo tripulado deste modelo de nave espacial. A missão foi lançada no dia 26 de agosto de 2023. A Crew-7 transportou quatro tripulantes para a Estação Espacial Internacional. Em agosto de 2022, uma astronauta da NASA, um da ESA, um da Roscosmos e um da Jaxa foram atribuídos ao voo.

## Tripulação
| Posição                  | Tripulantes        |
| ------------------------ | ------------------ |
| Comandante da espaçonave | Jasmin Moghbeli    |
| Piloto                   | Andreas Mogensen   |
| Especialista de Missão 1 | Satoshi Furukawa   |
| Especialista de Missão 2 | Konstantin Borisov |